# Ilir Meta
Ilir Meta ([iliɾ mɛta]) (Çorovodë, 24 maart 1969) is een Albanees diplomaat en politicus. Meta was van juli 2017 tot juli 2022 de president van zijn land.
Van 29 oktober 1999 tot 22 februari 2002 was hij premier van Albanië. Bij zijn toenmalige aanstelling, onder het presidentschap van Rexhep Meidani, was hij met 30 jaar de jongste premier die het land ooit kende. Meta was tevens tweemaal minister van Buitenlandse Zaken (2002–2003 en 2009–2010), vicepremier (2009–2013) en minister van Economie, Handel en Energie (2011). Voorafgaand aan zijn presidentschap was hij van 2013 tot 2017 voorzitter van de Volksvergadering, het Albanees parlement.

## Biografie
Meta studeerde economie en politieke wetenschappen aan de Universiteit van Tirana. In zijn studententijd was hij een activist voor de antikapitalistische studentenbeweging, ten tijde van de val van het communisme in zijn land in 1990. Reeds in 1992 werd hij een eerste maal verkozen als lid van de Volksvergadering van Albanië, als socialistisch parlementair volksvertegenwoordiger.
Hij interesseerde zich doorheen zijn politieke carrière systematisch in de buitenlandse politiek en de aansluiting van Albanië bij de Europese Unie. Reeds tijdens zijn premierschap zette hij de eerste stappen voor Albanië te leiden naar een Stabilisatie- en associatieovereenkomst, dewelke in 2009 ook afgesloten kon worden. Van 2004 tot 2006 was hij Albanees vertegenwoordiger in een internationale commissie over de Balkan, geleid door de voormalige Italiaanse premier Giuliano Amato.
Meta was tot 2004 lid van de centrumlinkse Socialistische Partij van Albanië (SP). Dat jaar was hij oprichter en eerste voorzitter van de Socialistische Beweging voor Integratie (LSI), intussen uitgegroeid tot de derde partij van het land. Nadat Meta in april 2017 werd verkozen tot president, gaf hij het voorzitterschap en lidmaatschap van de partij op om het presidentschap uit te voeren als onafhankelijke. Zijn echtgenote, politica Monika Kryemadhi, was van 2017 tot 2022 de voorzitter van de LSI en werd in 2013 parlementslid in de Volksvergadering van Albanië. De ceremoniële functie van first lady van Albanië weigerde zij, waarop deze functie officieel werd waargenomen door Era Meta, tweede dochter van Ilir Meta en Monika Kryemadhi.
Conflicten tussen Meta en de socialistische (ex-communistische) premier Edi Rama leidden op 9 juni 2021 tot een parlementaire procedure van afzetting bij het Constitutioneel Hof. Dat sprak op 16 februari 2022 de president vrij van het schenden van de grondwet, zodat hij zijn termijn kon afmaken. Zijn termijn liep af op 24 juli 2022. Hij werd opgevolgd door Bajram Begaj. Daarna begonnen de socialisten van Edi Rama aan een procedure om te verhinderen, dat Meta zich weer kandidaat zou stellen voor het parlement. Een onderzoekscommissie naar de archieven van de Sigurimi zou bewijs hebben gevonden, dat Meta in zijn studententijd zijn kamergenoot zou hebben aangegeven bij de geheime dienst. Op aandringen van de EU-ambassadeur werd de procedure opgeschort, omdat zij niet aan zorgvuldigheidseisen zou voldoen. Na zijn presidentschap nam Meta het partijleiderschap weer over van zijn vrouw, die hij in mei 2024 zelfs uit de partij zette. Daarna kondigde hij in juni hun echtscheiding aan.
Meta is een overtuigd bektashi.
- Gemeinsame Normdatei: 1228149399
- International Standard Name Identifier: 0000 0000 4168 8084
- Library of Congress Control Number: no2001086896
- Virtual International Authority File: 58738541
- WorldCat: E39PBJwthyW3f7bMh6f4GjYpT3